# 田町大橋
田町大橋（たまちおおはし）は、福島県白河市にある道路橋である。

## 概要
- 全長：105.0 m
- 幅員：9.9 m
- 竣工：1964年[1]

白河市街地北側にて一級水系阿武隈川を渡り、白河市道奥州街道線を通す。南詰は白河市田町、北詰は田町と向寺の境界に位置する。奥州街道白河宿の北の玄関口にあたり、南詰に木戸が置かれていた。北詰には福島交通向寺バス停が設置されている。現在の橋は1964年に国道294号の橋梁として架け替えられたものであり、橋上は上下対向2車線で供用され、下流側（南行側）に歩道が設置されている。上流側に新たに架設された小峰大橋を含む国道294号白河バイパスの供用開始に伴い、当橋梁を含む旧道部が福島県から白河市の管理へ移管され、現在は市道橋として供用されている。

## 沿革
- 1934年 - それまでの木橋に代わり、先代の橋梁となる永久橋が架けられる（全長：105m　RC桁橋）[2]。
- 1964年 - 福島県道白河黒羽線の橋梁として現在の橋梁へ架け替えられる。
- 1975年 - 当橋梁を含む県道白河黒羽線が国道294号に追加指定され国道橋となる。
- 2024年3月29日 - 国道294号白河バイパス全線供用に伴い、当橋梁を含む旧道部分の管理が福島県から白河市へ移管され、白河市道奥州街道線の橋梁となる。

## 周辺
- 福島交通向寺バス停

## 隣の橋
- 阿武隈川

（上流） - 金勝寺橋 - 小峰大橋 - 田町大橋 - JR東北本線第一阿武隈川橋梁 - 羅漢橋 - （下流）